# Elgersburg

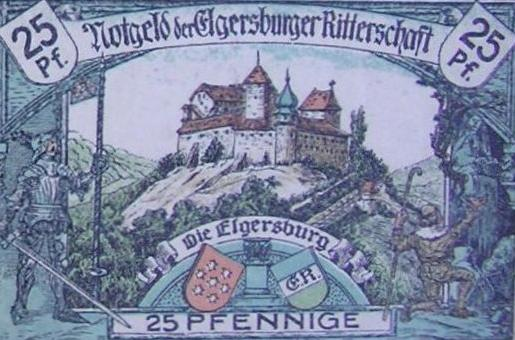
Die Elgersburg

Elgersburg is een gemeente in de Duitse deelstaat Thüringen, en maakt deel uit van de Ilm-Kreis.
Elgersburg telt 1.223 inwoners.
Alkersleben · Amt Wachsenburg · Angelroda · Arnstadt · Bösleben-Wüllersleben · Dornheim · Elgersburg · Elleben · Elxleben · Geratal · Großbreitenbach · Ilmenau · Martinroda · Osthausen-Wülfershausen · Plaue · Stadtilm · Witzleben